# 劉悉勿祈
劉悉勿祈（？—359年），十六國時期匈奴支系鐵弗部首領，為劉務桓之子，前任首領劉閼陋頭之侄。358年（東晉升平二年、前秦永興二年），閼陋頭因領導無方，於率殘部向東逃走之際，部眾散歸悉勿祈（魏書則載係悉勿祈逐閼陋頭自立）。
359年，悉勿祈去世，其弟劉衛辰殺悉勿祈之子，繼立。
| 前任： 劉閼陋頭 | 鐵弗部首領 358年－359年 | 繼任： 劉衛辰 |